# こんとくなっとく!人生一本勝負
『こんとくなっとく！人生一本勝負』（こんとくなっとく じんせいいっぽんしょうぶ）は、2005年4月4日から2006年3月30日まで山陽放送運営のRSKラジオで放送されたラジオ番組。
坤徳ひとみがパーソナリティを務めていた平日午後のワイド番組で、毎週月曜 - 木曜 12:35 - 15:00（日本標準時）に放送。月曜には渓流釣り歴50年の名人を迎えての釣り情報のコーナーを、火曜にはペンションのオーナーが地域の話や特産品のPRなどをするコーナーを、水曜にはタウン情報誌の編集長で岡山弁関連の著書を出している人物を迎えての方言講座を実施していた。